# Глен-Гейвен (Вісконсин)
Глен-Гейвен (англ. Glen Haven) — місто (англ. town) в США, в окрузі Грант штату Вісконсин. Населення — 363 особи (2020).

## Демографія
Згідно з переписом 2010 року, у місті мешкало 417 осіб у 168 домогосподарствах у складі 130 родин. Було 200 помешкань
Расовий склад населення:
| - 98,6 % — білих - 1,4 % — осіб інших рас |

До двох чи більше рас належало 0,0 %. Частка іспаномовних становила 1,4 % від усіх жителів.
За віковим діапазоном населення розподілялося таким чином: 23,5 % — особи молодші 18 років, 55,4 % — особи у віці 18—64 років, 21,1 % — особи у віці 65 років та старші. Медіана віку мешканця становила 46,8 року. На 100 осіб жіночої статі у місті припадало 105,4 чоловіків;  на 100 жінок у віці від 18 років та старших — 103,2 чоловіків також старших 18 років.
Середній дохід на одне домашнє господарство  становив 71 821 долар США (медіана — 51 250), а середній дохід на одну сім'ю — 82 576 доларів (медіана — 54 875). Медіана доходів становила 34 063 долари для чоловіків та 35 000 доларів для жінок. За межею бідності перебувало 14,6 % осіб, у тому числі 23,8 % дітей у віці до 18 років та 12,5 % осіб у віці 65 років та старших.
Цивільне працевлаштоване населення становило 185 осіб. Основні галузі зайнятості: сільське господарство, лісництво, риболовля — 25,9 %, освіта, охорона здоров'я та соціальна допомога — 13,5 %, роздрібна торгівля — 11,9 %.